# Čerigaj
Čerigaj är ett samhälle i Bosnien och Hercegovina.   Det ligger i entiteten Federationen Bosnien och Hercegovina, i den södra delen av landet, 90 km sydväst om huvudstaden Sarajevo. Čerigaj ligger 447 meter över havet och antalet invånare är 185.
Terrängen runt Čerigaj är kuperad åt nordost, men åt sydväst är den platt. Terrängen runt Čerigaj sluttar söderut.Närmaste större samhälle är Ljubuški, 18,0 km söder om Čerigaj. 
Omgivningarna runt Čerigaj är en mosaik av jordbruksmark och naturlig växtlighet. Runt Čerigaj är det ganska tätbefolkat, med 93 invånare per kvadratkilometer.